# Oecobius isolatus
Espèce
Synonymes
- Oecobius parvus Chamberlin & Ivie, 1942

Oecobius isolatus est une espèce d'araignées aranéomorphes de la famille des Oecobiidae.

## Distribution
Cette espèce se rencontre aux États-Unis en Californie et en Arizona et au Mexique en Basse-Californie du Sud,.

## Description
La femelle décrite par Shear en 1970 mesure 2,40 mm et le mâle 2,17 mm.

## Publication originale
- Chamberlin, 1924 : The spider fauna of the shores and islands of the Gulf of California. Proceedings of the California Academy of Sciences, sér. 4, vol. 12, p. 561-694 (texte intégral).